# Festival international du film de Moscou 1935
Le Festival international du film de Moscou 1935 (russe : Московский международный кинофестиваль 1935), également connu sous le titre Festival du film soviétique à Moscou (russe : Сове́тский кинофестива́ль в Москве́) est le premier festival de cinéma à s'être tenu en Union soviétique. Il a lieu du 21 février et 1er mars 1935 à Moscou, ce qui fait du festival de Moscou la deuxième plus ancienne compétition cinématographique au monde après la Mostra de Venise, dont la première édition a lieu en 1932. Neuf pays y participent : le Royaume-Uni, la République de Chine, la Tchécoslovaquie, la France, la Hongrie, l'Italie, la Pologne, l'Union soviétique et les États-Unis,. Il est officiellement considéré comme le « no 0 » ou le « précurseur » du Festival international du film de Moscou, puisque la numérotation des éditions suivantes du festival dans l'après-guerre commence avec le 1er Festival international du film de Moscou en 1959.

## Déroulement et faits marquants
Le programme de compétition de la 2e Mostra de Venise, qui s'est tenue en août 1934, comprenait les longs métrages soviétiques Les Nuits de Saint-Pétersbourg, L'Orage, Joyeux Garçons, le documentaire Tcheliouskine de Iakov Possekski (ru) et un film d'actualités sur la Fête du Travail,,. Plusieurs autres films sont projetés hors compétition pour les membres de la presse et les artistes. Selon la presse soviétique, le cinéma soviétique a reçu le prix principal, la coupe de l'exposition, et les critiques de cinéma étrangers l'ont encensé,,. Moscou décide alors d'organiser son propre festival du cinéma, qui servira à la fois à des fins de propagande et contribuera à attirer des films étrangers en Union soviétique. L'objectif est de rapprocher l'URSS des peuples du monde et de gagner la compétition avec le cinéma étranger. Le festival doit consolider le triomphe du cinéma soviétique. Le 21 février 1935, l'ouverture du festival du film a lieu à la Maison centrale du cinéma (ru), et à la fin de la partie cérémoniale, les films Tchapaïev des Frères Vassiliev et Maria Chapdelaine de Julien Duvivier sont projetés. Pour le public soviétique, les mêmes films sont projetés le même jour au Oudarnik (ru),.

## Jury
La composition du 1er jury du festival de Moscou est le suivant, :
- Boris Choumiatski, directeur principal de l'industrie cinématographique et photographique du Conseil des commissaires du peuple de l'URSS
- Sergueï Eisenstein, cinéaste et théoricien du cinéma soviétique
- Vsevolod Poudovkine, cinéaste et théoricien du cinéma soviétique
- André Debrie, entrepreneur français du cinéma
- Alexandre Dovjenko, cinéaste et théoricien du cinéma soviétique
- Aleksandr Arossev (ru), écrivain soviétique et président du VOKS

## Sélection

### Compétition principale
Le festival a reçu une centaine de candidatures. La commission du Goskino a sélectionné 26 films pour la compétition : neuf films soviétiques, sept américains, quatre français, deux britanniques et un italien, un polonais, un chinois et un tchécoslovaque. Il s'agit de :
- Toujours vingt ans (Evergreen) de Victor Saville  Royaume-Uni
- Le Magasin d'antiquités (en) (The Old Curiosity Shop) de Thomas Bentley  Royaume-Uni
- Petit Pierre (de) (Peter, das Mädchen von der Tankstelle) d'Henry Koster  Autriche  Hongrie
- 1860 d'Alessandro Blasetti  Royaume d'Italie
- Le Chant des pêcheurs (漁光曲 Yu guang qu) de Cai Chusheng  République de Chine
- Vibrante Jeunesse (Młody las) de Józef Lejtes  Pologne
- Maria Chapdelaine de Julien Duvivier  France
- Pension Mimosas de Jacques Feyder  France
- Le Dernier Milliardaire de René Clair  France
- Chaudes Journées (Горячие денёчки, Goriatchie deniotchki) de Iossif Kheïfitz  Union soviétique
- Ceux du kolkhoze (Крестьяне, Krestianné) de Fridrikh Ermler  Union soviétique
- Les Aviateurs (Лётчики, Liottchiki) de Iouli Raïzman et Grigori Letkoïev  Union soviétique
- Femmes en révolte (Любовь и ненависть, Lioubov i nenavist) d'Albert Guendelstein  Union soviétique
- Le Nouveau Gulliver (Новый Гулливер, Novy Goulliver) d'Alexandre Ptouchko  Union soviétique
- Tchapaïev (Чапаев) des Frères Vassiliev  Union soviétique
- La Vie privée de Piotr Vinogradov (Частная жизнь Петра Виноградова, Tchastnaïa jizn’ Petra Vinogradova) d'Aleksandr Matcheret  Union soviétique
- La Jeunesse de Maxime (russe : Юность Максима, Younost Maksima) de Leonid Trauberg  Union soviétique
- Gentlemen Are Born d'Alfred E. Green  États-Unis
- Cléopâtre (Cleopatra) de Cecil B. DeMille  États-Unis
- Les Quatre Filles du docteur March (Little Women) de George Cukor  États-Unis
- Les Trois Petits Cochons (Three Little Pigs) de Burt Gillett (production Walt Disney)  États-Unis
- Notre pain quotidien (Our Daily Bread) de King Vidor  États-Unis
- Hej rup! (cs) de Martin Frič  Tchécoslovaquie

### Hors compétition
- Viva Villa ! de Jack Conway  États-Unis
- La Vie privée d'Henry VIII (The Private Life of Henry VIII) d'Alexander Korda  Royaume-Uni

## Palmarès

### Compétition principale
- Le grand prix, la « Grande coupe d'argent », est décerné au studio de cinéma Lenfilm pour les films Tchapaïev, La Jeunesse de Maxime et Ceux du kolkhoze, qui « affirment le style réaliste du cinéma soviétique et allient profondeur idéologique, authenticité et simplicité à une grande qualité de réalisation, de jeu des acteurs et de travail de la caméra »[2] .
- Le deuxième prix, la « Petite Coupe d'argent », est décerné au réalisateur français René Clair pour le film Le Dernier Milliardaire.
- Le troisième prix (également une petite coupe d'argent) est décerné à Walt Disney « pour ses films d'animation artistiques, qui sont un exemple de grand savoir-faire »[15],[17].

### Prix d'honneur
Les prix d'honneur décernés sont les suivants :
- Pension Mimosas  de Jacques Feyder car « il se distingue par la simplicité et la véracité de sa représentation de certains aspects de la société et par la grande qualité de sa culture cinématographique — le talent du réalisateur et des acteurs »
- Petit Pierre (de) (Peter, das Mädchen von der Tankstelle) d'Henry Koster car « il combine une intrigue captivante et un scénario bien construit avec un grand talent d'interprétation ».
- Au studio Mosfilm pour les films Les Aviateurs et Le Nouveau Gulliver, « alliant une grande maîtrise formelle et un grand divertissement à une richesse idéologique et une grande authenticité ».
- Au cinéaste King Vidor, « pour son grand talent de réalisateur dans le film Notre pain quotidien.
- Au réalisateur Alfred Green, aux scénaristes Eugene Solow et Robert Lee Johnson « pour leur tentative intéressante de représenter artistiquement la vie de la jeunesse américaine contemporaine dans le film Gentlemen Are Born ».
- Au réalisateur Cai Chusheng « pour sa tentative audacieuse de montrer de manière réaliste la vie et les nobles qualités du peuple chinois dans le film Le Chant des pêcheurs.
- À l'artiste maquilleuse et sculptrice Sarra Mokil (ru) « pour ses personnages expressifs dans Le Nouveau Gulliver »[18].

### Appréciations du jury
Le jury a particulièrement apprécié :
- Charles Laughton pour son « excellent jeu d'acteur » dans le rôle principal du drame historique La Vie privée d'Henry VIII, présenté hors compétition.
- Le film Viva Villa !, présenté hors compétition, et son acteur principal Wallace Beery pour ses « qualités artistiques exceptionnelles » et son « talent remarquable ».
- Les acteurs tchécoslovaques Jiří Voskovec et Jan Werich pour leur talent dans le film Hej rup! (cs).
- « Le jeu talentueux de la troupe d'acteurs » dans le film Vibrante Jeunesse.
- « Les efforts précieux du cinéma italien pour représenter artistiquement à l'écran les grands épisodes de l'histoire du peuple italien et le grand talent avec lequel ces films[c] ont été réalisés ».